# كهوف وياندوت
كهوف وياندوت (بالإنجليزية: Wyandotte Caves)‏؛ هي مجموعة من الكهوف التي تقع في مقاطعة كروفورد في الولايات المتحدة.

## السياحة
تعد «كهوف وياندوت» إحدى مواقع الجذب السياحي في مقاطعة كروفورد في ولاية إنديانا الأمريكية.